# مايك ووكر (لاعب اتحاد الرغبي)
مايك ووكر (بالإنجليزية: Mike Walker)‏ هو لاعب اتحاد الرغبي بريطاني، ولد في 11 مارس 1930 في لندن في المملكة المتحدة، وتوفي في 30 نوفمبر 2014.